# Altare del Duomo di Siena

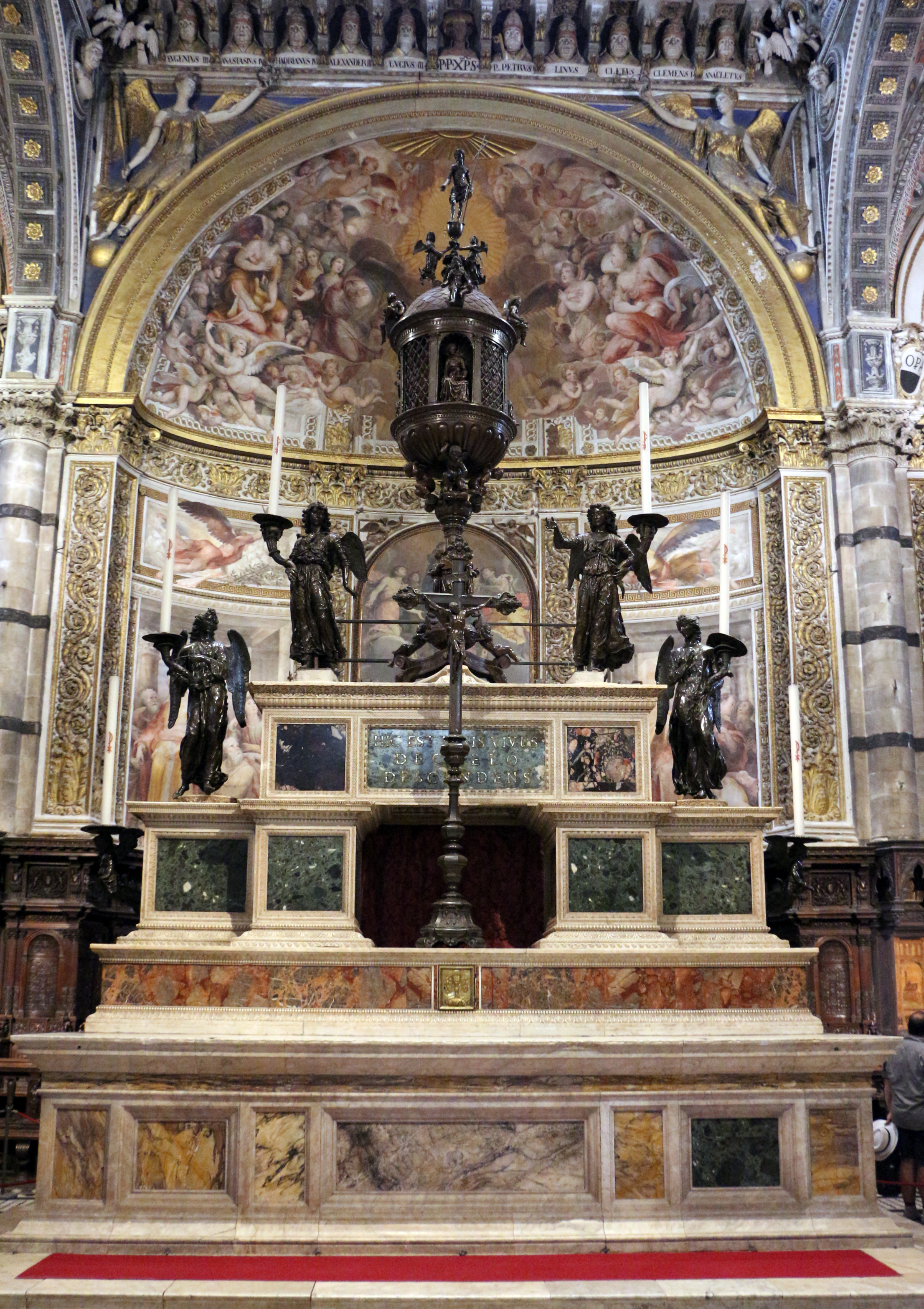
L'altare maggiore del Duomo di Siena

L'altare del Duomo di Siena è un'opera composita in marmo e bronzo a cui parteciparono vari artisti e risalente ai secoli XV e XVI. Fu realizzata su progetto di Baldassarre Peruzzi tra il 1530 e il 1541 circa, progetto che portò alla realizzazione dei due gradoni di marmo da parte dello stesso Peruzzi e del recupero di opere bronzee precedentemente realizzate per altri scopi e collocazioni da altri artisti, tra cui il Vecchietta, Giovanni di Stefano e Francesco di Giorgio Martini.

## Storia

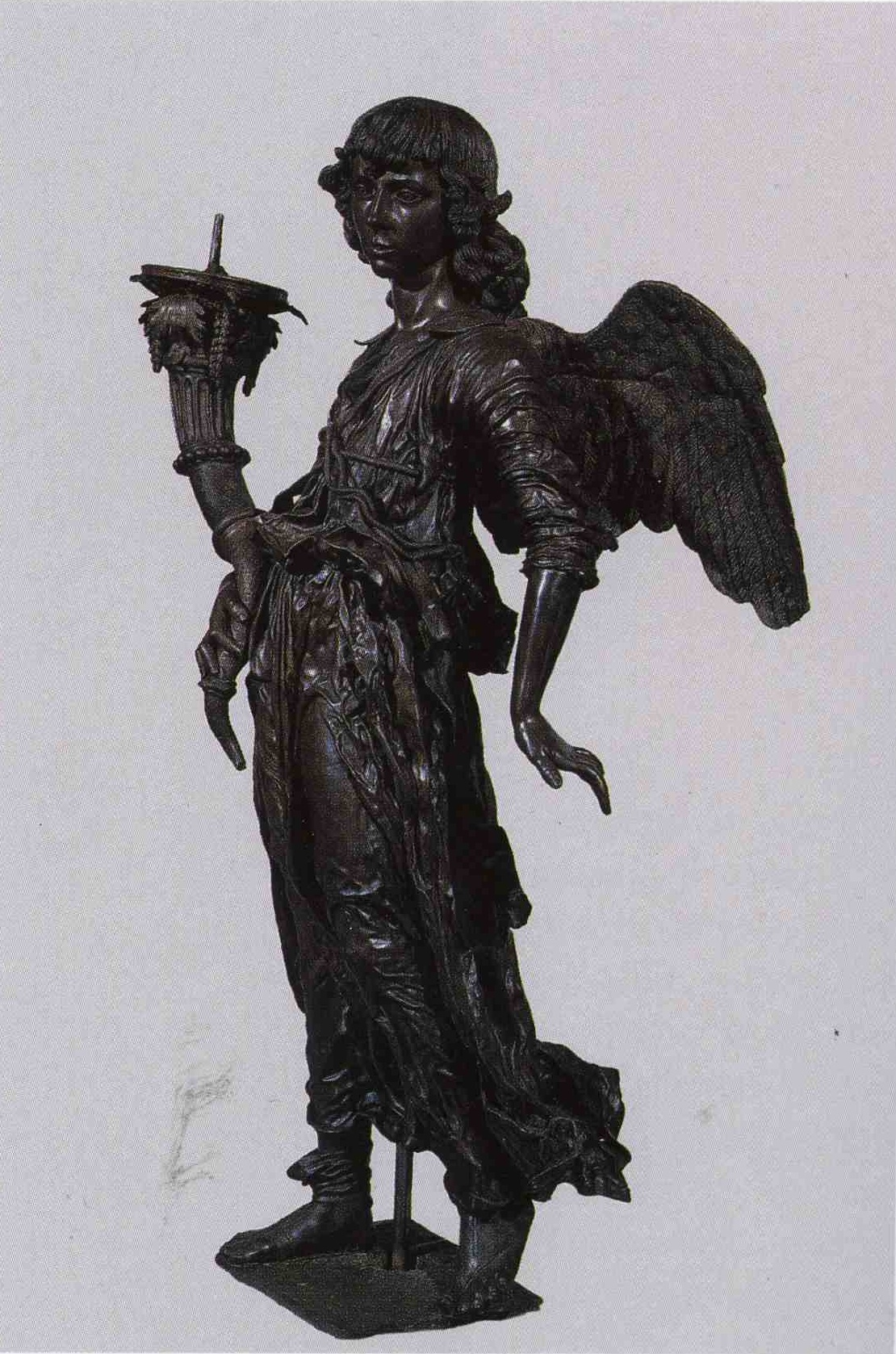
Angelo Ceroforo di Giovanni di Stefano (1488-1490)

Originariamente l'altare della capitale senese si trovava sotto la cupola e già nel Trecento venne arretrato.  Dal 1316 l'altare maggiore del Duomo di Siena era occupato dalla Maestà di Duccio di Buoninsegna (oggi nel Museo dell'Opera del Duomo), a sua volta affiancata da quattro angeli lignei oggi perduti.  Nel 1488 l'Opera del Duomo commissionò a Giovanni di Stefano e Francesco di Giorgio Martini una coppia di angeli bronzei reggi-candelabro ciascuno, in sostituzione di quelli lignei. Pochi anni dopo i quattro angeli erano completati. I due angeli del Martini, ritenuti migliori, furono posti in posizione prospiciente rispetto alla Maestà di Duccio, mentre i due di Giovanni di Stefano furono posti in posizione arretrata.
Nel 1506 il Magnifico Pandolfo Petrucci decise di sostituire anche la Maestà di Duccio e di porvi al suo posto un nuovo altare che mostrasse e valorizzasse il meraviglioso ciborio bronzeo che il Vecchietta aveva realizzato nel 1467-1472 per l'altare maggiore della chiesa della Santissima Annunziata nello Spedale di Santa Maria della Scala. Questo era così bello e superiore alla aspettative che lo Spedale ritenne non solo di pagare l'opera con una ingente somma di denaro (1150 fiorini), ma anche di concedere all'artista la bottega in cui questi lo aveva realizzato. Nel 1506, ben 34 anni dopo, si decise di dare all'opera una più degna collocazione, ovvero l'altare maggiore della maggiore chiesa cittadina. La sostituzione della Maestà di Duccio con l'altare attuale fu il risultato non solo di un mutato gusto artistico a favore del nuovo stile rinascimentale (la grande icona era considerata obsoleta), ma anche di una crescente attenzione per il culto del Corpo e Sangue di Cristo e per il miracolo della transustanziazione, rappresentati appunto dal ciborio del Vecchietta.
Ma i lavori non iniziarono prima del 1530, data in cui risulta approvato il progetto di Baldassarre Peruzzi di comporre un altare marmoreo che valorizzasse non solo il ciborio del Vecchietta, ma anche i quattro bronzi di Francesco di Giorgio Martini e Giovanni di Stefano. Nacque quindi il progetto di realizzare l'altare nella forma che è visibile ancora oggi. Il Peruzzi cominciò i lavori nei primi anni trenta del 1500, morì nel 1536 e i lavori vennero terminati da altri, fino al 1541, rispettando comunque il progetto del Peruzzi. In accordo con lo stesso progetto, il ciborio del Vecchietta venne posto in posizione centrale, sul gradone superiore dell'altare marmoreo. Vennero quindi posti i due angeli di Giovanni di Stefano ai due lati del ciborio, sullo stesso gradone superiore, e i due angeli del Martini ancora più lateralmente, sul gradone inferiore dell'altare marmoreo. Ancora più lateralmente, in posizione sporgente rispetto al gradone inferiore, furono posti altri due spiritelli reggi-candelabro bronzei, in modo da portare a sei le unità cerofore. Su questi ultimi bronzi non esiste una documentazione che ci permetta di risalire con certezza alla datazione e attribuzione, ma oggi si ritengono uscite dalla bottega di Francesco di Giorgio Martini, se non realizzate dall'artista stesso.
L'altare a tre urne sovrammesse ebbe un notevole successo e fece da modello ad altri altari, quali quello del Carmine a Siena e quello del Duomo di Cortona.

## Datazione e attribuzione delle opere

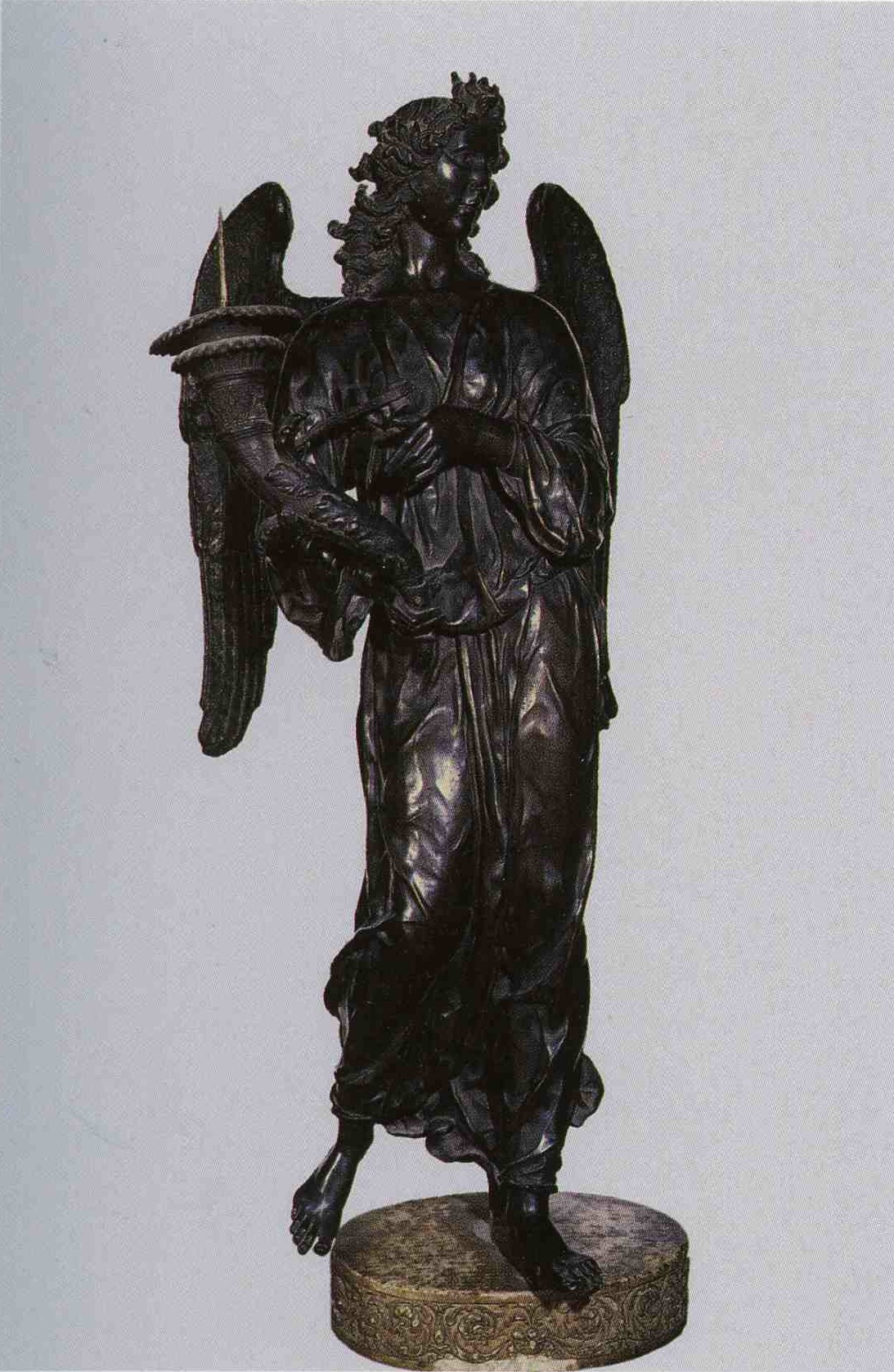
Angelo Ceroforo di Francesco di Giorgio Martini (1488-1492)

L'altare marmoreo è attribuito a Baldassarre Peruzzi in virtù di due suoi disegni progettuali dell'altare conservati nella Biblioteca Reale di Torino e nella Collezione Chigi Saracini di Siena. Un documento datato settembre 1530 attesta che l'Opera del Duomo incaricò lo scalpellino Pellegrino di Pietro Paolo a ricavare il marmo per l'altare. Una serie di documenti di pagamenti e di incarico ottenimento materiali si susseguono negli anni successivi, fino ad un documento del 3 giugno 1537 in cui lo scalpellino Giovan Battista di Domenico si impegna a lavorare entro 30 giorni la tavola verde di marmo con l'epigrafe dorata. L'altare quindi doveva essere finito entro il 1537. Altri documenti indicano che l'epigrafe fu dipinta da Giovanni di Lorenzo e poi dorata da Giuliano di Niccolò Morselli nel 1541.
Per quanto riguarda il tabernacolo eucaristico, un documento del 1467 attesta che il rettore ed altri organi dello Spedale di Santa Maria della Scala approvarono un modello dell'opera realizzato dal Vecchietta a grandezza quasi naturale che è oggi esposto nella Pinacoteca Nazionale di Siena. Un altro documento indica il pagamento complessivo di 1150 fiorini da parte dello Spedale a vantaggio del Vecchietta. I due documenti indicano quindi l'inizio e la fine della realizzazione opera, nonché l'autore.
Riguardo agli angeli bronzei, esiste un documento del 1488 in cui l'Opera del Duomo incarica Francesco di Giorgio Martini e Giovanni di Stefano di realizzare i quattro angeli, due per ciascun artista. Documenti attestano pagamenti al primo fino al 1492 per i lavori di rinettatura del bronzo. Più incerte sono le date per il secondo. La critica è orientata a considerare terminati i suoi due angeli entro il 1490.
Non esiste infine una documentazione che ci permetta di risalire alla datazione e attribuzione delle due teste bronzee cerofore ai lati dell'altare. Gli esperti le ritengono uscite dalla bottega di Francesco di Giorgio Martini, se non realizzate dall'artista stesso.

## Descrizione e stile
L'altare presenta una struttura in marmo progettata da Baldassarre Peruzzi e realizzata tra il 1530 e il 1541 circa, un ciborio eucaristico bronzeo del Vecchietta in posizione centrale (1467-1472), una coppia di angeli reggi-candelabro in bronzo di Giovanni di Stefano, ai lati del ciborio (commissionati nel 1488 e conclusi pochi anni dopo), un'altra coppia di angeli di Francesco di Giorgio Martini, in posizione più laterale e sul gradone inferiore (anch'essi commissionati nel 1488), e due spiritelli bronzei sporgenti lateralmente rispetto al gradone inferiore (di datazione e attribuzione incerte, ma probabilmente dello stesso Francesco di Giorgio Martini o bottega).

### L'altare in marmo di Baldassarre Peruzzi
È composto di una predella e due gradoni, inferiore e superiore. Il gradone inferiore consta di due parti separate da un'ampia apertura ed offre il punto di appoggio per il gradone superiore e per i due angeli cerofori di Francesco di Giorgio Martini. Ciascuna parte contiene due pannelli a separare visivamente la zona di appoggio per l'angelo da quella del gradone superiore. Il gradone superiore consta di un solo elemento e su di esso poggiano i due angeli di Giovanni di Stefano e il ciborio del Vecchietta. Il gradone è diviso in tre pannelli per costituire la base dei tre bronzi soprastanti.
I gradoni sono incrostati di marmi policromi ed impreziositi da cornici bianche lavorate. Il pannello centrale reca la scritta hic est panis vivus de coelo descendens  (Giovanni 6, 50), alludente al contenuto del ciborio eucaristico soprastante.

### Il ciborio del Vecchietta

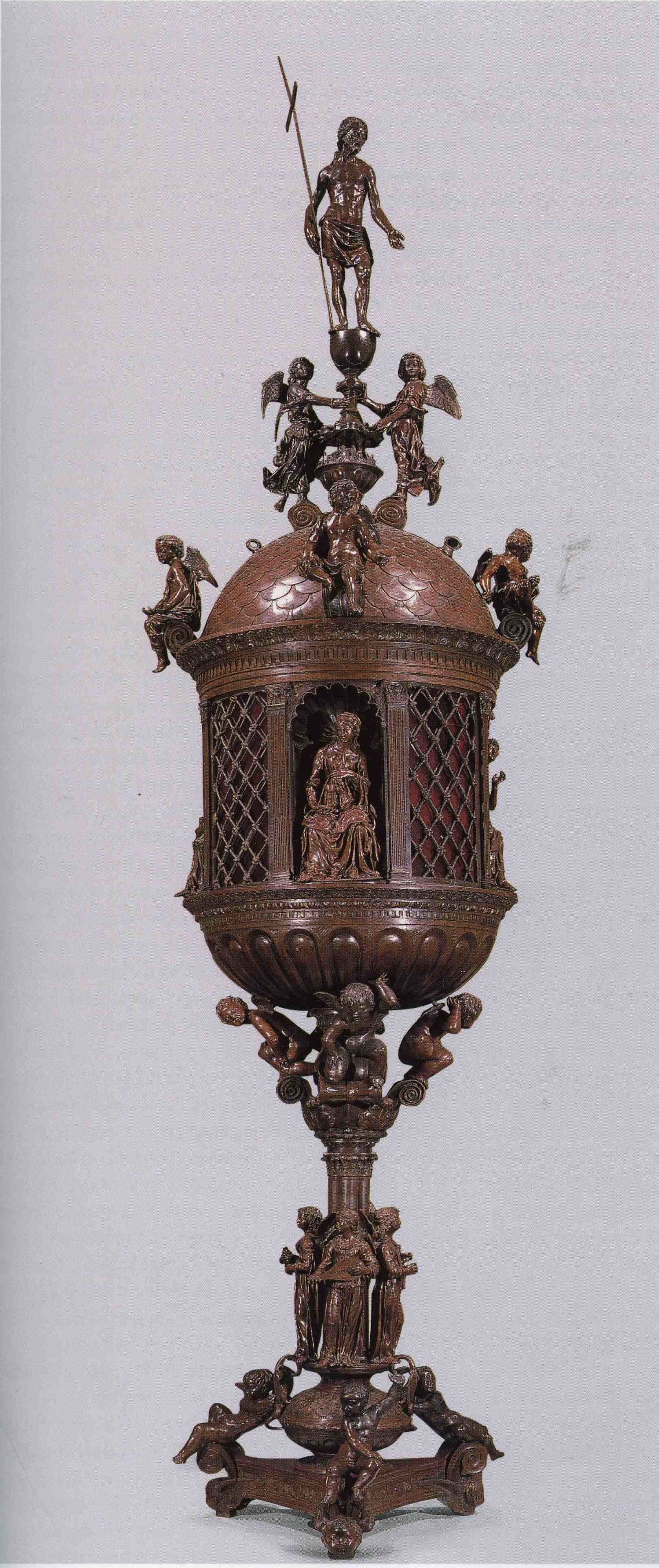
Il tabernacolo eucaristico del Vecchietta (1467-1472)

Posto al centro e sul gradone più alto dell'altare, è l'opera più preziosa dell'intera struttura, elemento per cui l'intero altare fu concepito. Costa di ben 24 figure a tutto tondo fuse indipendentemente e poi assemblate. In alto il Cristo Risorto poggia su un calice a raccogliere le gocce del suo Sangue di Redenzione. Il calice è a sua volta retto da due angeli e sostenuto dalla fiamma sottostante della Carità. Più in basso, sul frontone del tempietto, quattro angeli mostrano i segni della Resurrezione, oggi andati perduti. Troviamo quindi il tempietto a pianta centrale, elemento centrale di tutto il ciborio e contenitore dei segni del Corpo di Cristo. Il tempietto è reso in puro stile rinascimentale, per la sua piante centrale, le tre nicchie in cui si adagiano le tre Virtù teologali, le colonne scanalate ed incassate con capitelli corinzi, le trame a corde intrecciate tra le colonne e la cupola a squame imbricate. Il tempietto è sorretto da quattro spiritelli e da una struttura con volute, sorretta a sua volta da un fascio di colonnette su cui si addossano quattro musici con arpa, cimbali, liuto e viella. Completano la decorazione tre spiritelli intenti a giocare a fare gli equilibristi e tre teste di cherubini ai tre vertici di un piedistallo triangolare.  
Nel complesso il tabernacolo eucaristico è una celebrazione della Redenzione manifesta nel Corpo e nel Sangue di Cristo, il primo contenuto nel tempietto, il secondo distillato dal Cristo risorto e raccolto nel calice sottostante. Percepibili sono gli echi brunelleschiani e rosselliniani nell'architettura e decorazione del tempietto del ciborio (si pensi alle corde intrecciate e alla decorazione della cupola) e donatelliani nella resa delle figure, disposte autoritariamente nello spazio e sprigionanti notevoli effetti pittorici. Colpisce anche la varietà, tutta rinascimentale, delle pose delle varie figure.

### Gli angeli reggi-candelabro di Giovanni di Stefano e Francesco di Giorgio Martini
Entrambe le coppie di angeli furono messe in opera a partire dal 1488 e per la stessa funzione, ovvero per accompagnare la Maestà di Duccio di Buoninsegna che ancora era posta sull'altare. Tutti gli angeli incarnano un ideale di bellezza giovanile asessuata. Ciononostante, i due angeli di Francesco di Giorgio Martini risultano di qualità superiore, e tale dovette essere anche la percezione dei contemporanei considerando che furono posti in posizione prospiciente rispetto a quelli di Giovanni di Stefano. 
Gli angeli del Martini hanno una bellezza aristocratica. I capelli sono raccolti in ciocche tenute da sottilissimi nastrini. Le figure sono eleganti, si liberano leggere nell'aria e si avvolgono in studiate spirali. Le vesti sono rese con un minor numero di pieghe rispetto a quelle del collega, ma appaiono realisticamente svolazzanti sotto l'effetto di una percettibile brezza. Gli angeli di Giovanni di Stefano hanno vesti più studiate per far risaltare effetti pittorici che non per aderire al corpo in maniera realistica. Assenti sono pure la leggiadria della postura e l'aristocraticità del volto, più attinenti ad un ideale di bellezza giovanile di tipo classico.

## Curiosità
Il modo migliore per visitare l'altare è nei giorni successivi al Palio del 16 agosto e nei mesi di settembre-ottobre, quando l'intera zona absidale del Duomo è visitabile. Nei restanti periodi dell'anno occorre munirsi di un binocolo per vedere l'altare da lontano, dietro le transenne.